# Num Ri
Num Ri je hora v Nepálu v pohoří Himálaj, oblast Khumbu. Num Ri se skládá z dlouhého hřebene, který vyvrcholí na východní straně v pyramidový vrchol. Sousední horami jsou Island Peak, Baruntse a Cho Polu.

## Prvovýstup
Na vrchol Num Ri poprvé vystoupili 7. listopadu 2002 němečtí horolezci Olaf Rieck, Lydia Schubert a Carsten Schmidt.